# عبد العزيز بن محمد الداود
عبد العزيز بن محمد بن عبد الرحمن الداود قاضي وأستاذ في كلية الشريعة بالرياض وعضو الإفتاء في الرئاسة العامة للبحوث العلمية والإفتاء.

## نشأته
ولد في محافظة حريملاء في عام 1348هـ، بدأ في دراسة القرآن على يد عمه حمد بن عبد الرحمن بن داود، فدرس عليه بعضًا من القرآن الكريم في المدرسة المعروفة بـ«القيصرية» غرب جامع الديرة بحريملاء، وبعد وفاته قرأ على الأستاذ محمد بن عبد الله الحرقان، وابتدأ الدراسة عنده من أول ما يبدأ الطالب المستجد بالهجاء، وكان يُعرف في ذلك الوقت بالإعراب، وبعد أن أنهى الإعراب بكل مراحله، أكمل دراسة القرآن الكريم كاملاً حفظًا وتلاوة.
وبعد انتهائه من دراسة القرآن بدأ في القراءة على الشيخ عبد الرحمن بن سعد آل حسن، فقرأ عليه في العقيدة والتفسير والحديث وغيرها من العلوم.

## طلبه للعلم
في آخر عام 1370 هـ انتقل إلى مدينة الرياض، وقرأ على بعض المشائخ منهم الشيخ محمد بن إبراهيم آل الشيخ والشيخ عبداللطيف بن إبراهيم آل الشيخ.
وفي عام 1371هـ فتح المعهد العلمي بالرياض فالتحق به إلى أن تخرج من كلية الشريعة عام 1378هـ.
حصل على درجة الماجستير في الفقه عام 1397 هـ وكان عنوان بحثه: مفسدات الصيام وأحكام القضاء والكفارة.

## عمله
- عُيِّن - قبل تخرُّجه في كلية الشريعة - مدرِّسًا في معهد شقراء العلمي، وذلك في عام 1377هـ؛ حيث درَّس فيه للطلاب لمدَّة عامين.

- عمل قاضيآ في المحكمة الكبرى بالرياض بعد تخرُّجه من الكلية عام 1379هـ، لمدة 3 سنوات

- في تاريخ 1382/9/1هـ انتقل إلى كلية الشريعة بجامعة الإمام محمد بن سعود الإسلامية أستاذآ، درَّس فيها الفقه والفرائض والمعاملات وغيرها. ومكث فيها مدرسًا ما يقرب 29 سنة.
- بعد تقاعده من التدريس في كلية الشريعة عام 1411هـ،عَرَض عليه عبد العزيز بن باز، العملَ في الرئاسة العامة لإدارة البحوث العلمية والإفتاء كعضو للإفتاء، واستمر في الإفتاء ونشر العلم بين الناس، حتى طلب إعفاءه لظروفه الصحيَّة عام 1431هـ.

## نشاطه
بجانب التدريس النظامي في كلية الشريعة والذي كان بين الفقه والفرائض كانت له دروس في مسجد الحي يقصدها بعض الطلاب من الرياض وخارجها، وقد شملت كتب التفسير والتوحيد والفقه.
ولحبه للقرآن وأهله عمل نائبا لرئيس مجلس إدارة المدارس الصالحية لتحفيظ القرآن الكريم بحريملاء منذ تأسيسها 1402هـ وحتى عام 1431هـ.
كما كانت له مشاركة في نشاط التوعية الإسلامية بالحج من عام 1403 هـ إلى عام 1423 هـ وكانت أبرز مشاركاته فيها الإفتاء للحجيج والتدريس في الحرم الذي اشتمل على العقيدة والعبادات ، خاصة أعمال الحج.

## وفاته
توفي يوم الأحد 16 جمادى الآخرة 1436 هـ، 5 أبريل 2015.

## مؤلفاته
- أسئلة وأجوبة في الحج

## وصلات خارجية
- حلقة خاصة عن الشيخ عبدالعزيز الداود في سماء الذاكرة 1/2 على يوتيوب
- حلقة خاصة عن الشيخ عبدالعزيز الداود في سماء الذاكرة 2/2 على يوتيوب